# Meerwaardige logica
Meerwaardige logica (Multi-Valued Logic of MVL) is een verzamelnaam voor alle logische systemen waarbij zinnen niet alleen maar "waar" of "onwaar" kunnen zijn, maar ook een andere waarheidswaarden kunnen hebben. De term is gerelateerd aan, maar te onderscheiden van, de modale logica.
De Poolse logicus Jan Łukasiewicz kwam in 1920 voor het eerst met het idee in zijn artikel O logice trojwartosciowej, dat dus over zijn driewaardige logica ging. Latere voorbeelden van zulke systemen zijn Gödels interpretatie van de intuïtionistische logica, de vierwaardige logica en de moderne fuzzy logic. Een belangrijke aanleiding om een meerwaardige logica te ontwikkelen is het gegeven dat de natuurlijke taal het mogelijk maakt vele uitspraken te doen waarvan niet eenvoudig gezegd kan worden of ze waar of niet waar zijn, zoals: "De Keizer van België heeft een snor".
De Chinese logica kent drie waarden, en is daarmee een van de meerwaardige logica's. De derde waarde zou vertaald kunnen worden met "niet-waar en niet-onwaar". Deze waarde impliceert bijvoorbeeld dat uit de constatering "de deur is niet dicht" niet de conclusie getrokken kan worden dat de deur open is. Met andere woorden: modus tollens is niet mogelijk binnen deze logica. 